# NGC 7159
NGC 7159 est une vaste et lointaine galaxie spirale située dans la constellation de Pégase. Sa vitesse par rapport au fond diffus cosmologique est de 10 589 ± 27 km/s, ce qui correspond à une distance de Hubble de 156 ± 11 Mpc (∼509 millions d'al). NGC 7159 a été découverte par l'astronome américain Lewis Swift en 1886.
NGC 7159 présente une large raie HI.